# Lucas Penteado
Lucas Prata Penteado (São Paulo, 23 de novembro de 1996) é um ator, cantor e rapper brasileiro. Ganhou notoriedade após atuar na série Malhação: Viva a Diferença, tendo projeção nacional após participar da vigésima primeira temporada do reality show Big Brother Brasil. Em 2023, protagonizou o filme Nosso Sonho, ao lado de Juan Paiva, onde recebeu o Prêmio APCA de Melhor Ator.

## Biografia
Lucas Prata Penteado nasceu no bairro Bixiga, na cidade de São Paulo. Filho da professora Andrea Penteado e do açougueiro Janderson Penteado, pertence a linhagem familiar de Frederico Penteado, um dos principais fundadores da escola de samba Vai-Vai, sendo seu tataraneto. Aos seis anos, teve a primeira experiência teatral em um projeto beneficente, e na sétima série do ensino fundamental, assinou o primeiro contrato com a Companhia de Teatro Os Satyros. Penteado, enquanto cursava o primeiro ano do ensino médio na Escola Estadual Caetano de Campos, organizou o grêmio estudantil da escola e participou da mobilização estudantil paulista de 2015, contra a reorganização escolar proposta pelo governo da época.

## Carreira
Em 2017, foi aprovado para interpretar o personagem Fio, na série Malhação: Viva a Diferença, narrou o documentário Espero Tua (Re)volta em 2019, sobre as ocupações na mobilização estudantil e aceitou o convite de participar do reality show Big Brother Brasil 21, no grupo "Pipoca". Durante sua participação no reality, Lucas teve uma relação conturbada com a participante Karol Conká, onde ela foi acusada de cometer intolerância religiosa e abusos psicológicos. A época, Lucas recebeu forte apoio do público nas redes sociais, mas ele acabou desistindo da participação após quase duas semanas no programa.

## Vida pessoal
Durante sua participação no Big Brother Brasil 21, Lucas revelou que é bissexual.

## Filmografia

### Cinema
| Ano  | Título                 | Papel                          | Notas                  | Ref.   |
| ---- | ---------------------- | ------------------------------ | ---------------------- | ------ |
| 2019 | Espero Tua (Re)volta   | Ele mesmo                      | Documentário; narração | [ 4 ]  |
| 2022 | Barba, Cabelo & Bigode | Richardsson Pereira dos Santos |                        | [ 11 ] |
| 2023 | Nosso Sonho            | Claudinho                      |                        | [ 12 ] |

### Televisão
| Ano     | Título                     | Papel                     | Notas        | Ref.   |
| ------- | -------------------------- | ------------------------- | ------------ | ------ |
| 2017−18 | Malhação: Viva a Diferença | Francisco de Assis (Fio)  |              | [ 3 ]  |
| 2021    | Big Brother Brasil         | Participante (Desistente) | Temporada 21 | [ 5 ]  |
| 2025    | BBB: O Documentário        | Ele mesmo                 |              | [ 13 ] |

## Prêmios e indicações
| Ano  | Prêmio                              | Categoria                                             | Trabalho    | Resultado |
| ---- | ----------------------------------- | ----------------------------------------------------- | ----------- | --------- |
| 2023 | Los Angeles Brazilian Film Festival | Melhor Ator (reconhecimento especial, com Juan Paiva) | Nosso Sonho | Venceu    |
| 2023 | Prêmio APCA de Cinema               | Melhor Ator (com Juan Paiva)                          | Nosso Sonho | Venceu    |
| 2024 | Festival Sesc Melhores Filmes       | Melhor Ator Nacional                                  | Nosso Sonho | Indicado  |